# Stenocactus coptonogonus

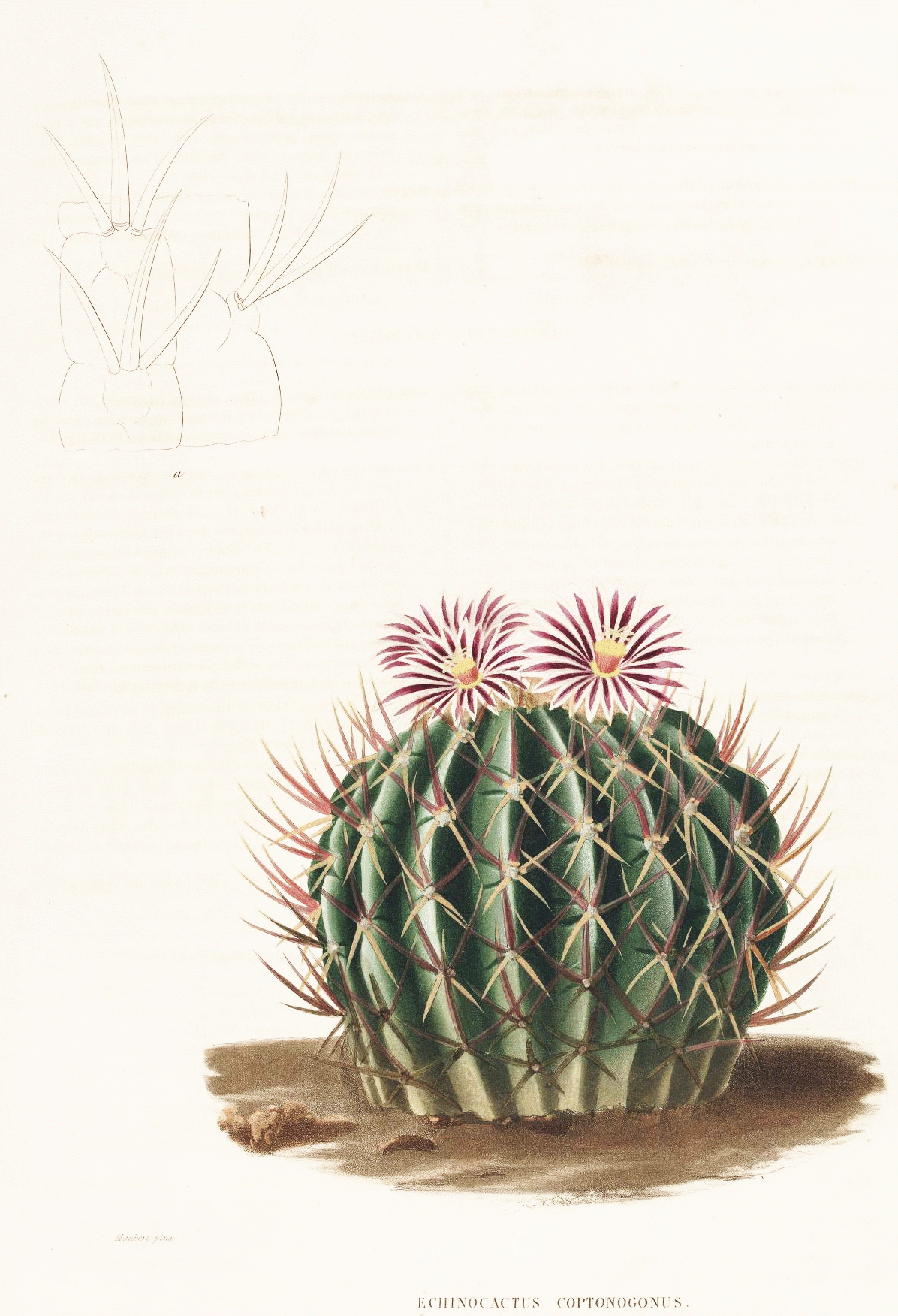
Stenocactus coptonogonus
Tafel aus Iconographie descriptive des cactees von Charles Lemaire (1838)

Stenocactus coptonogonus ist eine Pflanzenart in der Gattung Stenocactus aus der Familie der Kakteengewächse (Cactaceae). Das Artepitheton coptonogonus leitet sich von den griechischen Worten koptos für ‚klein gehackt‘ sowie gonia für ‚Ecke‘ ab.

## Beschreibung
Der grau- bis blaugrüne, gewöhnlich einzelne, manchmal sprossende Pflanzenkörper ist gedrückt kugelförmig bis etwas zylindrisch und erreicht Wuchshöhen von 5 bis 10 Zentimeter mit Durchmessern von 8 bis 11 Zentimeter. Er hat 10 bis 15 breite, eingeschnittene und leicht gewellte Rippen, die 5 Millimeter (und breitere) Querfurchen an den Areolen haben. Die leicht eingesenkten, etwas länglichen Areolen stehen 2 bis 3 Zentimeter auseinander und sind anfangs stark weißfilzig. Aus ihnen entspringen 3 bis 7, gräulich weiße geringelte Dornen. Die aufwärtszeigenden, breiten, abgeflachten Oberdornen sind bis zu 35 Millimeter lang. Die zwei seitlichen Dornen haben einen viereckigen Querschnitt und weisen abwärts. Das unterste Paar, das auch fehlen kann, ist schlank und nahezu rund.
Die weißlichen Blüten sind bis 3 Zentimeter lang, haben eine hellpurpur bis karminrote Mitte und erreichen Durchmesser von 4 Zentimeter. Die Kronblätter sind länglich zugespitzt. Der bräunlichviolette Fruchtknoten hat dünne Schuppen. Die Staubfäden sind unten grünlich und oben purpurn. Der Griffel ist violett, die Narbe gelb und außen violett.

## Verbreitung, Systematik und Gefährdung
Stenocactus coptonogonus ist in den mexikanischen Bundesstaaten Zacatecas, San Luis Potosí, Guanajuato und Hidalgo verbreitet.
Die Erstbeschreibung als Echinocactus coptonogonus erfolgte 1838 durch Charles Lemaire. Alwin Berger stellte 1929 die Art Stenocactus. Weitere nomenklatorische Synonyme sind Echinofossulocactus coptonogonus (Lem.) Lawr. (1841), Brittonrosea coptonogona (Lem.) Speg. (1923), Efossus coptonogonus (Lem.) Orcutt (1926), Stenocactus coptonogonus (Lem.) A.Berger ex A.W.Hill (1933, nom. illeg.) und Ferocactus coptonogonus (Lem.) N.P.Taylor (1980).
In der Roten Liste gefährdeter Arten der IUCN wird die Art als „Least Concern (LC)“, d. h. als nicht gefährdet geführt.

## Nachweise